# 尼姆斯罗伊兰
尼姆斯罗伊兰是德国莱茵兰-普法尔茨州的一个市镇。总面积4.43平方公里，总人口104人，其中男性52人，女性52人（2011年12月31日），人口密度23人/平方公里。